# Gary Dauberman

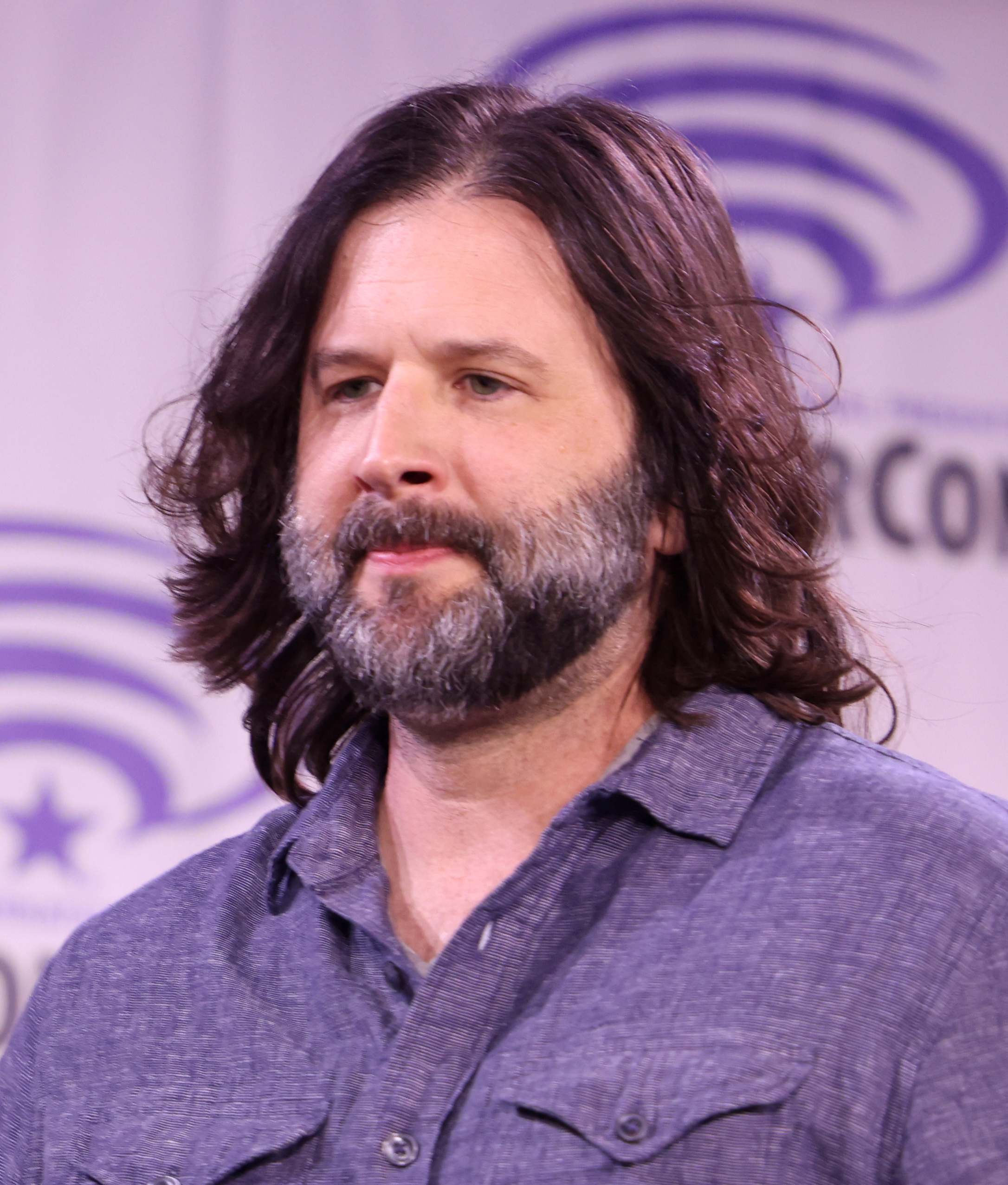
Gary Dauberman (2025)

Gary L. Dauberman (* im 20. Jhd.) ist ein US-amerikanischer Drehbuchautor, Regisseur und Filmproduzent, der vor allem im Horrorgenre tätig ist.

## Leben und Karriere
Dauberman, der schon seit seiner Kindheit ein großer Fan von Horrorfilmen ist, wuchs in Glen Mills nahe Philadelphia auf und schloss 1995 die Penncrest High School ab. Im Anschluss studierte er ein Jahr lang an der West Virginia University in Morgantown, kehrt jedoch in seine Heimat zurück, da er Filme schreiben und inszenieren wollte. Im Herbst 1997 schrieb er sich schließlich am Delaware County Community College ein und studierte fortan Kommunikation, wodurch er laut eigener Aussage die Richtung einschlug, die er für seine zukünftige Karriere gebraucht hätte. Später wechselte er an die Temple University, wo er 2001 seinen Abschluss in Film- und Medienwissenschaft absolvierte. Während seiner Zeit am College arbeitete er im Aronimink Golf Club, um Geld für einen Umzug nach Los Angeles zu sparen. Außerdem sammelte er durch das Praktikumsprogramm der Temple University erste Filmerfahrungen, als er in einem Studio von DreamWorks als Praktikant für die Fernsehserie Malcolm mittendrin arbeitet durfte.
Nachdem er mehrere Jahre lang eng mit New Line Cinema an verschiedenen Projekten gearbeitet hatte, wurde ihm der Posten als Drehbuchautor für Annabelle (2014) angeboten, dem er zusagte. Bei den Dreharbeiten durfte Dauberman sogar am Filmset anwesend sein, um sich mit Regisseur John R. Leonetti austauschen und Fragen beantworten zu können. In der Folge entwickelte sich Dauberman zu einem der führenden kreativen Köpfe hinter dem Conjuring-Universum. So schrieb er die Drehbücher zu Annabelle 2 (2017) und The Nun (2018), produzierte Lloronas Fluch (2019) und wirkte ebenfalls als Executive Producer an The Nun mit. Mit dem 2019 erschienenen Film Annabelle 3, für den er auch das Drehbuch schrieb, gab er zudem sein Regiedebüt. Des Weiteren schrieb Dauberman den von der internationalen Presse sehr positiv bewerteten Es (2017) und verfasste auch für dessen Fortsetzung Es Kapitel 2, die im Herbst 2019 in die Kinos kam, das Drehbuch. Für die 2024 veröffentlichte Adaption des ebenfalls von Stephen King verfassten Romans Brennen muss Salem fungierte er sowohl als Drehbuchautor als auch als ausführender Produzent, außerdem übernahm er die Regie. Außerdem sollte er den Horrorfilm Are You Afraid of the Dark, basierend auf der kanadischen Fernsehserie Grusel, Grauen, Gänsehaut, entwickeln, schied allerdings im Juni 2019 vom Projekt aus.
Dauberman ist gläubiger Christ und versucht, den Glauben auch in seinen Filmen mit einzubinden. Zudem ist er ein großer Fan von Stephen King und Edgar Allan Poe, auch, da er sich schon immer für das Übernatürliche begeisterte. Er ist verheiratet und hat eine Tochter.

## Filmografie
Als Drehbuchautor
- 2007: In the Spider’s Web (Fernsehfilm)
- 2007: Blood Monkey
- 2008: Swamp Devil
- 2014: Annabelle
- 2016: Within
- 2016: Wolves at the Door
- 2017: Annabelle 2 (Annabelle: Creation)
- 2017: Es (It)
- 2018: The Nun
- 2019: Swamp Thing (Fernsehserie)
- 2019: Annabelle 3 (Annabelle Comes Home)
- 2019: Es Kapitel 2 (It Chapter Two)
- 2024: Salem’s Lot – Brennen muss Salem (Salem’s Lot)
- 2025: Until Dawn

Als Produzent
- 2019: Lloronas Fluch
- 2025: Until Dawn

Als Regisseur
- 2019: Annabelle 3 (Annabelle Comes Home)
- 2024: Salem’s Lot – Brennen muss Salem (Salem’s Lot)